# 이마미야정
이마미야정(일본어: 今宮町)은 일본 오사카부 니시나리군에 설치되었던 정이다. 현재의 오사카시 니시나리구의 북동부에 해당한다.

## 역사
도쿠가와 시대에는 생선을 바치는 것은 정월에만 이루어졌지만, 보리와 면화 재배지로서 농촌으로 변모했다.
이마미야의 지명은 니시노미야 에비스 신사에서 분신하여 이마미야 에비스 신사를 창건할 때 니시노미야 에비스에 대한 새로운 신사라는 뜻으로 이마미야라고 불렀다는 설과 원래 이마무라라고 불리던 지역에 니시노미야 에비스의 분사가 생겨 '이마무라의 궁'의 줄임말인 '이마미야'라고 불리게 되었다는 설 등이 있다. 그러나 어느 설도 전승에 불과하며, 지명의 유래에 대해서는 명확하게 확정되지 않았다. 문헌상으로 확인되는 이마미야의 지명은 전국시대인 1522년의 문서에 있는 것이 가장 오래된 것이다.
- 1889년 4월 1일 - 니시나리군 이마미야촌이 단독으로 정촌제를 시행하였다.
- 1897년 4월 1일 -  오사카시 1차 시역 확장으로 오사카 철도(현 간사이 본선・오사카 순환선) 이북을 미나미구에 편입. 또한, 오사카 철도 이북을 미나미구에 편입된 서쪽에 인접한 기즈촌의 잔여지를 이마미야촌에 편입하여 모토이마미야・모토기쓰의 2개오아자가 편성되었다.
  - 1차 편입 직후 촌의 인구는 1000명 정도로 규모가 너무 작아 행정 운영에도 지장이 있었다.
- 1917년 9월 1일 - 정으로 승격해 이마미야정이 되었다.
- 1925년 4월 1일 - 오사카시 2차 시역 확장으로 신설된 니시나리구에 편입되어 이마미야정은 폐지되었다. 
  - 2차 편입 직전 이마미야정의 인구는 7만명 이상으로 불어났다.

## 교통
1885년 한카이 철도(이후 난카이 철도. 현재의 난카이 본선)이 개통되어 지역을 종단하는 형태가 되었다. 한카이 철도 개통과 동시에 텐가차야역이 설치되었고, 1907년에는 하기노차야역이 설치되었다. 
또한 이 지역의 동부를 기슈카이도가 지나가고 있었다. 기슈 가도는 메이지 시대 한때 국도로 지정되기도 했다.
또한 지역 서부에는 가쓰마 가도가 지나가고 있었다. 가쓰마 가도는 기즈에서 출발하여 이마미야역 부근을 거쳐 남쪽으로 진행하여 가쓰마(다마데)-분하마(粉浜)를 거쳐 기슈 가도에 합류하는 루트이다. 가쓰마 가도는 기슈 가도의 우회적인 역할을 담당했다.

## 참고문헌
- 『西成区史』川端直正・編 西成区市域編入40周年記念事業委員会、1968年
- 『釜ヶ崎変遷史（戦前編）』 天平元一 夏の書房刊、1978年
- 『今宮町志』 西成郡今宮町残務所・編 1926年9月